# Opelt (cráter)

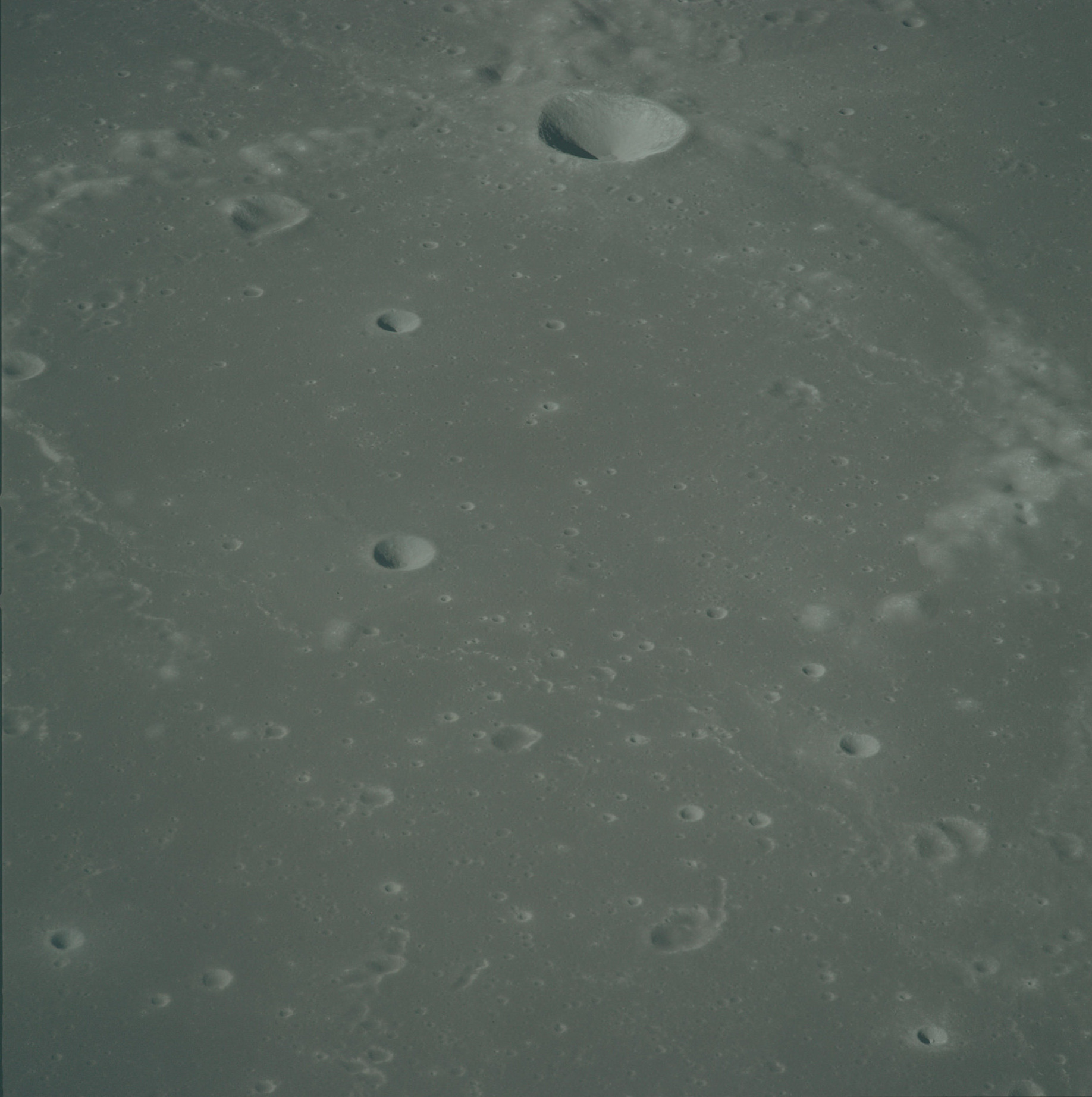
Fotografía de la misión Apolo 16

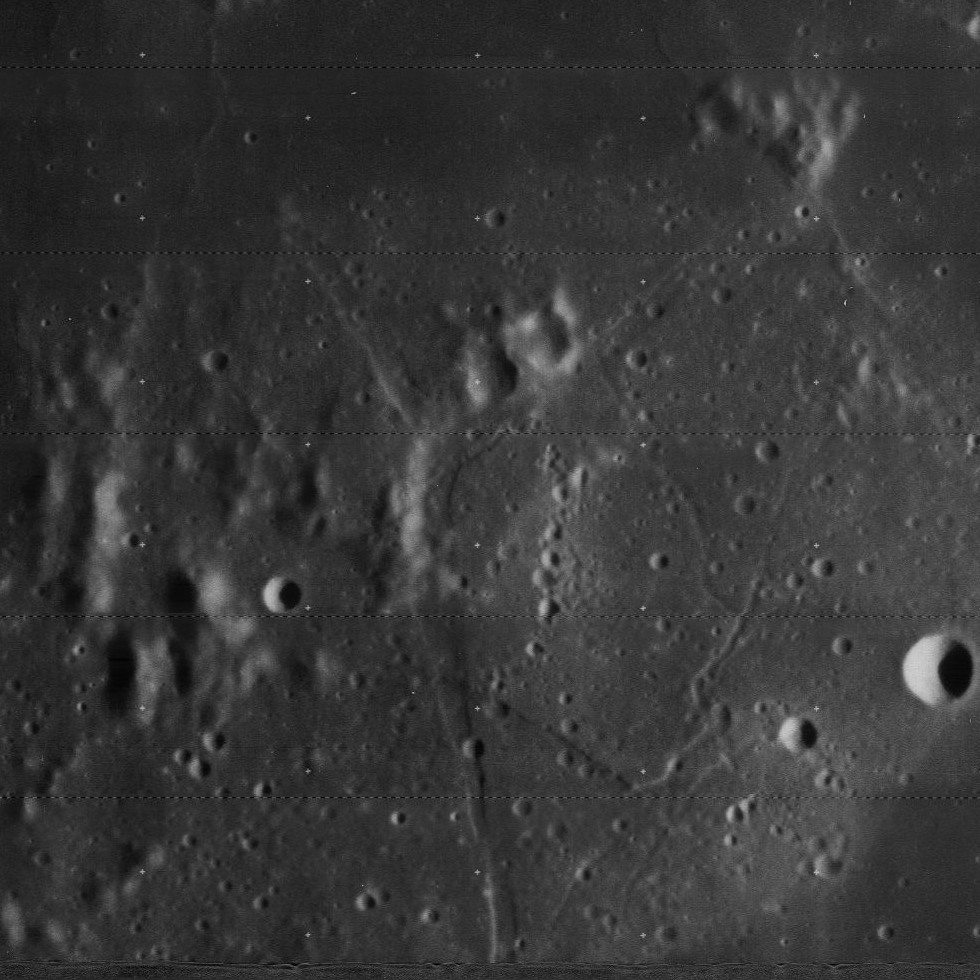
Rimae Opelt (elementos lineales cerca del centro), al norte del cráter

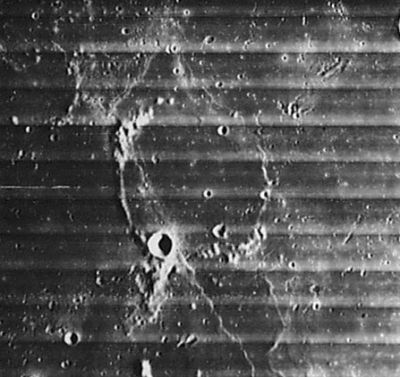
Fotografía de la misión Lunar Orbiter 4

Opelt es el resto de un cráter de impacto lunar inundado de lava situado sobre el Mare Nubium. Se encuentra al norte de una formación similar llamada Gould, y al noreste del prominente Bullialdus.
|  |

Solamente permanece un contorno levemente resaltado del borde de Opelt, sobresaliendo del interior que ha sido inundado por la lava. El borde tiene una amplia rotura en el extremo norte y varias roturas más pequeñas al sur y al sudeste. El cráter satélite Opelt E se encuentra en el extremo sur de la orilla occidental de los restos del brocal del cráter. El suelo interior aparece casi nivelado, con la excepción de una ligera elevación al suroeste, que es continuada por un dorsum al sur.
Al norte de Opelt, sobre el mar lunar se halla un sistema sinuoso de grietas designado Rimae Opelt, que ocupan un diámetro envolvente de unos 70 kilómetros.

## Cráteres satélite
Por convención estos elementos son identificados en los mapas lunares poniendo la letra en el lado del punto medio del cráter que está más cercano a Opelt.
|       | \| Opelt \| Coordenadas \| Diámetro \| \| ----- \| ------------------------------ \| -------- \| \| E \| 17°00′S 17°48′O / -17.0, -17.8 \| 8 km \| \| F \| 18°06′S 18°42′O / -18.1, -18.7 \| 4 km \| \| G \| 16°48′S 17°12′O / -16.8, -17.2 \| 4 km \| \| H \| 15°48′S 17°18′O / -15.8, -17.3 \| 3 km \| \| K \| 13°36′S 17°06′O / -13.6, -17.1 \| 5 km \| |          |
| Opelt | Coordenadas | Diámetro |
| E     | 17°00′S 17°48′O / -17.0, -17.8 | 8 km     |
| F     | 18°06′S 18°42′O / -18.1, -18.7 | 4 km     |
| G     | 16°48′S 17°12′O / -16.8, -17.2 | 4 km     |
| H     | 15°48′S 17°18′O / -15.8, -17.3 | 3 km     |
| K     | 13°36′S 17°06′O / -13.6, -17.1 | 5 km     |